# NGC 7151
NGC 7151 est une galaxie spirale située dans la constellation de l'Indien. Sa vitesse par rapport au fond diffus cosmologique est de 1 681 ± 15 km/s, ce qui correspond à une distance de Hubble de 24,8 ± 1,8 Mpc (∼80,9 millions d'al). NGC 7151 a été découverte par l'astronome britannique John Herschel en 1834.

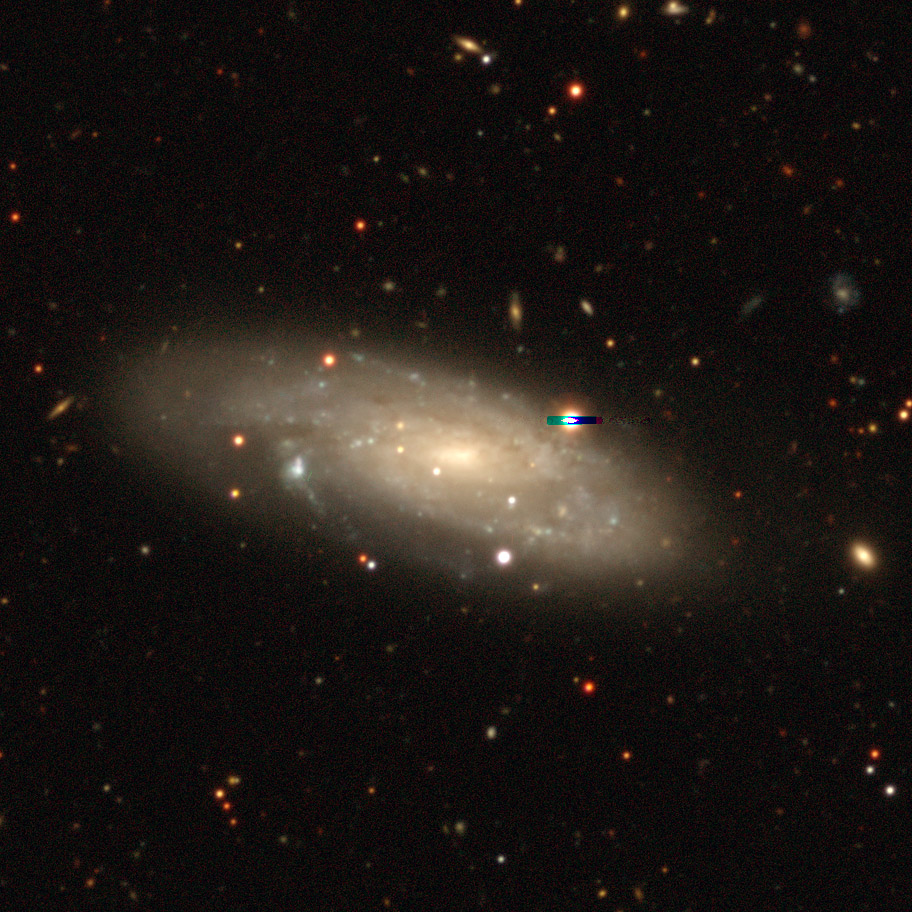
Aucune barre n'est visible sur cette image. (« Legacy Surveys DR10 »)

Les avis diffèrent sur la classification de NGC 7151, spirale barrée selon Wolfgang Steinicke, spirale intermédiaire selon la base de données HyperLeda et le professeur Seligman et spirale ordinaire selon la base de données NASA/IPAC.  Il n'y a pas de barre nettement visible sur l'image obtenue du relevé DSS et aucun barre n'est visible sur l'image de meilleure qualité provenant du projet Legacy Surveys. Aussi, la classification de galaxie spirale ordinaire semble mieux décrire cette galaxie.

## Groupe de NGC 7144
Selon A. M. Garcia NGC 7151 fait partie du groupe de NGC 7144. Ce groupe de galaxies renferme au moins cinq membres. Les autres galaxies du groupe sont NGC 7144, NGC 7145, NGC 7155 et ESO 236-35.